# Qiji
Pour les articles homonymes, voir Qiji.
Qiji (chinois : 齐己 ; chinois traditionnel : 齊己 ; pinyin : Qíjǐ ; Wade : Ch‘ichi) (863-937), nom séculier Hu Desheng (胡得生), nom de courtoisie Hengyue Shamen (衡岳沙门), est un moine bouddhiste et un poète chinois de la dynastie Tang et de la période des Cinq Dynasties et des Dix Royaumes.   Il est l’un des trois grands moines-poètes (诗僧) de cette période aux côtés de Guanxiu (832-912) et Jiaoran (730-799). Originaire du canton de Zuta, district de Ningxiang, à Changsha du Hunan, il partage son temps entre la méditation et l’écriture de poèmes. Il est l’un des moines-poètes les plus célèbres et les plus prolifiques de l’histoire de la Chine.

## Biographie
Qiji naît en 863 dans une famille de métayers au temple Tongqing (同庆寺) sur le mont Dawei à Ningxiang ( Hunan) et il vit dans des conditions modestes. Dès l’âge de six ans, il garde les bœufs pour le temple avec d’autres enfants de familles de métayers, tout en étudiant et en composant des poèmes. Alors qu’il est encore enfant, les moines de Tongqing le persuadent d’entrer dans les ordres et de prendre pour maître zen Yangshan Huiji, chef religieux de Jingnan. Qiji entre alors au monastère pour y étudier et pratiquer la discipline monastique, mais il ne perd pas son goût de la poésie. À l’âge adulte, il voyage à travers tout le pays pour étudier. Durant ses pérégrinations, il se fait appeler « Hengyue Shamen » : il monte à Yueyang, contemple le lac Dongting, passe par Chang'an, visite les sites célèbres des monts Zhongnan et Huashan, et se rend aussi dans des régions comme le Jiangxi. Cette période de voyages enrichit ses matériaux d’écriture et plusieurs de ses chefs-d’œuvre sont écrits pendant cette période, ce qui lui vaut une célibrité grandissante. Lorsque Qiji revient à Changsha après avoir parcouru le pays, sa renommée est déjà éclatante.
En 921, Qiji se rend au Sichuan. Gao Jixing alors prince Wuxin de Chu, l’incite à rester au temple Longxing (龙兴寺) et le nomme responsable des moines. Bien que bénéficiant d’un salaire mensuel confortable, Qiji n’aime pas l’argent et compose alors les quinze chapitres de Ne demandez rien au palais de la berge (渚宮莫問篇) pour exprimer sa haute intégrité morale et ses aspirations,.
Qiji meurt à l’âge de 74 ans dans le district de Jiangling. 
Qiji excelle dans les relations humaines et se lie d’amitié avec des figures célèbres comme Zheng Gu, Cao Song, Shen Bin, Liao Ning et Xu Zhongya, échangeant souvent des poèmes avec eux ainsi qu’avec l’ermite Zheng Gu du mont Hua qui est une des cinq montagnes sacrées de Chine. Qiji a une tumeur au cou et les gens de l’époque, impressionnés par la grande production et la qualité de ses poèmes, surnomment cette bosse « la bourse à poèmes » (詩囊)。Ses poèmes, d’un ton limpide et léger, sont aussi célèbres que ceux du moine poète Guanxiu, et il est considéré comme le premier des poètes-moines de la dynastie Tang.

## Pensée de Qiji
Étant originaire de la région de Chu, Qiji connaît bien les moines de la lignée Chan Wei-Yang, qui insiste sur la nature « mutuellement complémentaire de la pratique religieuse, de la vie ordinaire et de l’illumination soudaine, et surtout sur la manière dont les formes du monde physique peuvent éclairer l’esprit. »,. Qiji échange des poèmes avec les moines de cette lignée et il est largement considéré à son époque comme parmi les plus grands poètes de son ère. Plus tard, il a été loué par les poètes de toutes les générations et ses poèmes ont été transmis de bouche à oreille, devenant des classiques.

## Calligraphie
Sa calligraphie est très remarquable, en particulier dans le style semi-cursif, ses tracés sont libres et ses œuvres, diffusées avec ses poèmes, ont connu une large renommée.

## Poésie
Tout comme Guanxiu, Qiji est animé d’une passion pour l’art poétique lui-même et il est dit que le désir de Qiji d’écrire de la poésie interrompt ses tentatives de méditation p. 127.   
Même s’il est membre du clergé et qu’il est le poète-moine qui a écrit le plus au clergé avec une teneur littéraire bouddhique, p. 37, il a également écrit un grand nombre de poèmes à des laïcs, dont la plupart étaient des lettrés d’un genre ou d’un autre.
Ses poèmes ont un style ancien, raffiné et un ton harmonieux. Ils traitent principalement de paysages naturels ou font la satire de la vie décadente des fils de famille. Certains autres parlent de la philosophie du Chan.
Pour Qiji la poésie est certes un art verbal et un exercice linguistique, mais aussi c’est une pratique d’importance religieuse p. 149.   
Avec plus de 800 poèmes, Qiji est celui des quatre grands moines-poètes dont l’œuvre est la plus abondante.

### Œuvres
- Recueil du Lotus blanc (白蓮集): recueil de poèmes de Qiji. Il contient 809 poèmes répartis en dix volumes. Il s’agit du plus ancien recueil de poésie d’un lettré du Hunan connu à ce jour sous forme de livre imprimé[1].

- Principes du style raffiné (風騷旨格) : traité de théorie poétique en un volume. Qiji y expose les formats, catégories, thèmes et méthodes d’écriture poétique, influençant la poésie des dynasties postérieures à la Tang[2].

### PoèmeGravir le pic Zhuruong(登祝融峰)
De ce poème en cinq vers réguliers, le poète et philosophe Wang Fuzhi a dit : « parmi toutes les œuvres du mont Nanyue, celle-ci surpasse toutes les autres ». 
| Chinois 猿鸟共不到， 我来身欲浮。 四边空碧落， 绝顶正清秋 | Traduction libre Ni le singe ni l’oiseau ne peuvent atteindre ce lieu, J’arrive ici, mon corps semble flotter. Tout autour, l’azur vide s’étend, Au sommet, règne l’automne pur.                       |
| 宇宙知何极， 华夷见细流。 坛西独立久， 白日转神州。       | Qui sait les limites de l’univers ? D’ici, Chinois et barbares sont comme de fins ruisseaux. À l’ouest du temple, longtemps je reste seul debout, Le blanc soleil tourne au-dessus de la terre sacrée. |